# (33306) 1998 KT50
1998 KT50 (asteroide 33306) é um asteroide da cintura principal. Possui uma excentricidade de 0.06324610 e uma inclinação de 13.11729º.
Este asteroide foi descoberto no dia 23 de maio de 1998 por LINEAR em Socorro.